# نهائي كأس روسيا لكرة القدم 2011
نهائي كأس روسيا لكرة القدم 2011 هي المباراة النهائية من منافسة كأس روسيا لكرة القدم 2010–11، أقيمت المباراة في 22 مايو 2011، في Shinnik Stadium ‏، بين فريقي نادي سيسكا موسكو، وسبارتاك فلاديكافكاز، وفاز فيها نادي سيسكا موسكو، بعد أن هزم سبارتاك فلاديكافكاز، بنتيجة 2 - 1، وكان حكم المباراة فلاديسلاف بيزبوردوف.

## تفاصيل المباراة
لعبت المباراة النهائية في 22 مايو 2011.
| نادي سيسكا موسكو | 2 -1 | سبارتاك فلاديكافكاز |
| ---------------- | ---- | ------------------- |
|                  |      |                     |